# 背后灵 (游戏)
《背后灵》是Level-5开发，原计划发售于PlayStation Portable的回合制角色扮演游戏。游戏为2008年Level-5十周年纪念三部曲的第三作，原计划于2009年发售但没有下文。2018年10月，Level-5宣布将在任天堂Switch平台上开发本作。
2014年，角川恐怖文库出版了小说版《背后灵 不开心的死神》。2015年，《Comic Newtype》刊载了青刃時雨的小说改编漫画，《月刊Hero's》则刊载了独立故事的漫画。